# Berndt Stübner

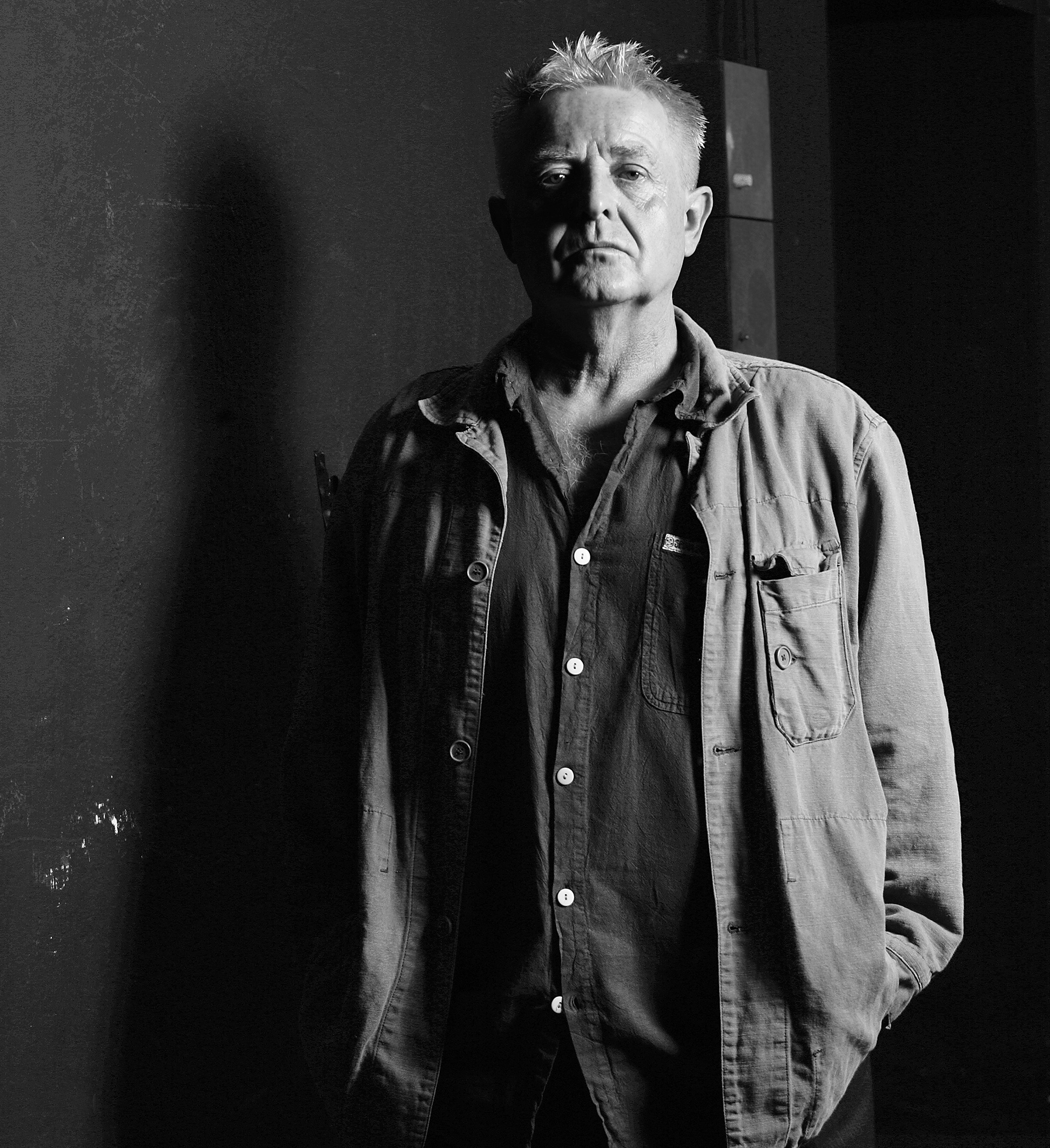
Berndt Stübner

Berndt Stübner (* 16. Februar 1947 in Leipzig; † 2. Juni 2022) war ein deutscher Schauspieler, Puppenbauer, Bühnenautor und Theaterregisseur.

## Leben und Wirken
Stübner wirkte bereits als Kind im Kinderchor des Rundfunks in Leipzig mit (1958–1962) und 1961 im Kindertheater des Theaters der Jungen Welt. Von 1965 bis 1969 machte er eine Ausbildung an der Deutschen Hochschule für Filmkunst Potsdam-Babelsberg.
Er spielte erste Rollen im Studio des Hans Otto Theaters Potsdam unter Peter Kupke und wirkte anschließend bis 1974 am Theater Magdeburg sowie parallel hierzu am Puppentheater. 1974 bis 1976 war er am Schauspielhaus Karl-Marx-Stadt  engagiert. Dort gab er Schauspielunterricht am Studio Karl-Marx-Stadt. Von 1976 bis 2014 wirkte er am Schauspielhaus Leipzig und gab Schauspielunterricht an der Theaterhochschule Hans Otto. 2017 bis 2020 erhielt er einen Gastspielvertrag am Schauspielhaus Leipzig. Er wirkte ebenfalls in zahlreichen Hörspielen mit.
Nach 1989 schrieb und inszenierte er in Zusammenarbeit mit dem Tänzer Werner Stiefel für das Gewandhaus Leipzig und die Hochschule für Musik und Theater „Felix Mendelssohn Bartholdy“ Leipzig Stücke und Märchen für Kinder, für die er auch die Puppen baute – die Stücke Hänsel und Gretel, Tretesel, Streitesel, Hinter der Dornenhecke, Der Fischer und seine Frau.
Gastspiele führten ihn nach Frankfurt am Main, das Maxim-Gorki-Theater Berlin, das Schauspiel Köln und das Schauspiel Dresden.

## Theaterstücke (Auswahl)

### Magdeburg
- 1971: Seán O’Casey: Das Ende vom Anfang (Darry) – Regie: Berndt Renne
- 1971: Friedrich Schiller: Die Räuber (Franz Moor) – Regie: Konrad Zschiedrich
- 1972: Friedrich Schiller: Die Verschwörung des Fiesco zu Genua (Muley Hassan) – Regie: Werner Freese
- 1973: William Shakespeare: Hamlet (Hamlet) – Regie: Werner Freese

### Leipzig
- 1977: Athol Fugard: Blutsband (Morris) – Regie: Karl Kayser
- 1978: Friedrich Schiller: Die Räuber (Karl Moor)  – Regie: Karl Kayser
- 1979: William Shakespeare: King Lear (Edgar) – Regie: Karl Kayser
- 1979: Hans Fallada: Kleiner Mann – was nun? (Johannes Pinneberg) – Regie: Karl Kayser
- 1981: Heinar Kipphardt: In der Sache J. Robert Oppenheimer (Dr. Marks) – Regie: Hans-Michael Richter
- 1982: William Shakespeare: Othello (Cassio) – Regie: Karl Kayser
- 1983: Friedrich Schiller: Die Verschwörung des Fiesco zu Genua  (Muley Hassan) – Regie: Karl Kayser
- 1984: Bertolt Brecht: Der kaukasische Kreidekreis (Azdak) – Regie: Fritz Bennewitz
- 1984: Henrik Ibsen: Gespenster (Oswald) – Regie: Karl Kayser
- 1985: Tschingis Aitmatow: Der Tag zieht den Jahrhundertweg (Vernehmer) – Regie: Karl Kayser
- 1986: Peter Shaffer: Amadeus (Amadeus) – Regie: Hans-Michael Richter
- 1986: William Shakespeare: Julius Caesar (Brutus) – Regie: Karl Kayser
- 1986: Michail Bulgakow: Der Meister und Margarita (Meister) – Regie: Karl Kayser
- 1987: Michail Schatrow: Diktatur des Gewissens (Goscha) – Regie: Karl Kayser
- 1987: Michael Frayn: Der nackte Wahnsinn (Garry) – Regie: Klaus Fiedler
- 1988: Eugène Ionesco: Die Nashörner (Behringer) – Regie: Hans-Michael Richter
- 1988: Dario Fo: Bezahlt wird nicht (Giovanni) – Regie: Hella Müller
- 1988: Tschingis Aitmatow: Die Richtstatt (Funktionär/Pope) – Regie: Karl Kayser
- 1989: William Shakespeare: Der Kaufmann von Venedig (Bassanio) – Regie: Fritz Bennewitz
- 1992: Wassermann/Leigh/Darion: Der Mann von La Mancha (La Mancha) – Regie: Konstanze Lauterbach
- 1992: Gotthold Ephraim Lessing: Nathan der Weise (Nathan) – Regie: Lutz Graf
- 1993: Johann Wolfgang von Goethe: Iphigenie auf Tauris (Thoas) – Regie: Lutz Graf
- 1993: William Shakespeare: Das Wintermärchen (König Leontes) – Regie: Lutz Graf
- 1994: Jean Genet: Die Zofen (Gnädige Frau) – Regie: Pierre Walter Politz
- 1997: Gotthold Ephraim Lessing: Minna von Barnhelm (Wirt) – Regie: Armin Petras
- 1998: William Shakespeare: King Lear (Gloster), (King Lear) – Regie: Wolfgang Engel
- 1999: Ödön von Horváth: Kasimir und Karoline (Rauch) – Regie: Michael Thalheimer
- 1999: Samuel Beckett: Warten auf Godot (Estragon) – Regie: Herbert König
- 2000: William Shakespeare: Ein Sommernachtstraum (Peter Squenz) – Regie: Johanna Schall
- 2001: Maxim Gorki: Die Sommergäste (Schalimow) – Regie: Karin Henkel
- 2001: Moritz Rinke: Republik Vineta (Trainer) – Regie: Markus Dietz
- 2002: Oscar Wilde: Salome (Jochanaan) – Regie: Armin Petras
- 2002: Gregory Burke: Gagarin Way (Chef) – Regie: Thorsten Duit
- 2004: Euripides: Alkestis (Pheres) – Regie: Armin Petras
- 2005: Eugene O’Neill: Ein Mond für die Beladenen (Vater) – Regie: Boris von Poser
- 2006: Elfriede Jelinek: Ein Sportstück (Trainer) – Regie: Volker Lösch
- 2006: Christoph Hein: Horns Ende (Dr. Spodek) – Regie: Armin Petras
- 2007: Heinrich von Kleist: Der zerbrochne Krug (Dorfrichter Adam) – Regie: Deborah Epstein
- 2007: Carl Zuckmayer: Der Hauptmann von Köpenick (Wilhelm Voigt) – Regie: Tilman Gersch
- 2008: Ingmar Bergman: Die Abendmahlsgäste (Pfarrer Tomas) – Regie:  Sebastian Hartmann
- 2012: Leo Tolstoi: Krieg und Frieden (Kutusow) – Regie: Sebastian Hartmann
- 2013: Einar Schleef: Droge Faust Parsifal (Mephisto) – Regie: Armin Petras
- 2017: Lutz Seiler: Kruso (Krombach) – Regie: Armin Petras
- 2019: Hans Fallada: Jeder stirbt für sich allein (Dr. Fromm) – Regie: Armin Petras

## Filmografie

### Kinofilm
- 1967: Hochzeitsnacht im Regen – Regie: Horst Seemann
- 1967: Frau Venus und ihr Teufel – Regie: Ralf Kirsten
- 1968: Schüsse unterm Galgen – Regie Horst Seemann
- 1968: Hauptmann Florian von der Mühle – Regie: Werner W. Wallroth
- 1969: Seine Hoheit – Genosse Prinz – Regie: Werner W. Wallroth
- 1969: Zeit zu leben – Regie: Horst Seemann
- 1979: Lachtauben weinen nicht – Regie: Ralf Kirsten
- 1970: Weil ich dich liebe … – Regie: Helmut Brandis, Hans Kratzert
- 2004: Nachbarinnen – Regie: Franziska Meletzky
- 2017: Konrad und Katherina – Regie: Franziska Meletzky

### Fernsehen
- 1969: Krause und Krupp – Regie: Horst E. Brandt
- 1969: Dolles Familienalbum – Regie: Hans Knötzsch, Eberhard Schäfer
- 1974: Der Fehltritt – Regie: Rolf Kabel
- 1979: Der Schatz – Regie: Werner Freese
- 1981: In der Sache Robert Oppenheimer – Regie: Hans-Michael Richter
- 1986: Die Herausforderung – Regie: Achim Hübner
- 1989: Die gläserne Fackel – Regie: Joachim Kunert
- 1992: Lessings Nathan – Regie: Lutz Graf
- 2002: Abschnitt 40 – Regie: Florian Kern
- 2002: Occupation – Regie: Clemens von Wedemeyer
- 2006: SOKO Leipzig Schuld ohne Sühne – Regie: Patrick Winczewski
- 2015: Mord im Rosenbeet – Regie: Dieter Schneider

## Hörspiele
- 1969: Armin Müller: Auskunft über Franziska Lesser, zwanzig (Holger) – Regie: Fritz Göhler (Hörspiel – Rundfunk der DDR)
- 1977: Christopher Marlowe: Das Massaker von Paris – Regie: B. K. Tragelehn  (Hörspiel – Rundfunk der DDR)
- 1979: Hans Bach: Risse in einem gläsernen Netz (Ted Parkins) – Regie Klaus Zippel (Kriminalhörspiel/Kurzhörspiel – Rundfunk der DDR)
- 1980: Günter Spranger: An einem Abend im September (Cornu) – Regie: Annegret Berger (Kriminalhörspiel/Kurzhörspiel – Rundfunk der DDR)
- 1980: Karl Heinz W. Schröter: Der Fall Bielek (Ahrens) – Regie: Günter Bormann (Kriminalhörspiel/Kurzhörspiel – Rundfunk der DDR)
- 1985: Detlef Raupach: Bis bald, Liebster – Polterabend (Reinhardt) – Regie: Achim Scholz  (Kurzhörspiel – Rundfunk der DDR)
- 1988: Hannelore Steiner: Blutgruppe A (Joe Blake) – Regie: Annegret Berger (Kriminalhörspiel/Kurzhörspiel – Rundfunk der DDR)
- 1988: Rita Herbst: Der Denkfehler (Harald) – Regie: Günter Bormann (Kriminalhörspiel/Kurzhörspiel – Rundfunk der DDR)
- 1989: Klaus G. Zabel: Da Capo (Nicolas) – Regie: Günter Bormann (Kriminalhörspiel/Kurzhörspiel – Rundfunk der DDR)
- 1990: Heinz Pelka: Die Puppe (Helwig) – Regie: Günter Bormann (Kriminalhörspiel/Kurzhörspiel – Rundfunk der DDR)
- 1990: Michael Unger: Tod in der Tiefgarage (Foreland) Regie: Günter Bormann (Kriminalhörspiel/Kurzhörspiel – Rundfunk der DDR)
- 2002: Samuel Shem: House of God (Bloom) – Regie; Norbert Schaeffer (Hörspiel, 5. Teil – MDR)
- 2004: Robert Merle: Die geschützten Männer (Mister Mills) – Regie: Stefan Dutt (Science-Fiction-Hörspiel – MDR)
- 2004: Martin Andersen Nexø: Pelle der Eroberer (Bauer) – Regie: Götz Fritsch (Hörspiel, 5 Teile – MDR)
- 2007: Thilo Reffert: Queen Mary 3 (Herr F.) – Regie: Stefan Kanis (Science-Fiction-Hörspiel – MDR)
- 2007: Marina Lewycka: Kurze Geschichte des Traktors (Rechtsanwalt) – Regie: Oliver Sturm (Hörspiel – MDR)
- 2009: Mordecai Richler: Barneys Version (Blair) – Regie: Götz Fritsch (Hörspiel – MDR)
- 2009: Torsten Enders: Bachs Reiche (Friedrich August II.) – Regie: Judith Lorentz (Hörspiel – MDR)

## Auszeichnungen
- 1972, 1974, 1980, 1984, 1985 und 1988: Aktivist der sozialistischen Arbeit
- 1979: 1. Preis für Studenteninszenierung Frau Flinz „Theaterhochschule Hans Otto“ DDR-Fernsehen
- 1986: Sonderpreis des Ministeriums für Kultur (DDR)/Verband der Theaterschaffenden für Rolle Ziemann in Außerhalb von Schuld
- 1989: Kunstpreis der Stadt Leipzig